# Шато Ландон
Шато Ландон (фр. Château-Landon) је насељено место у Француској у региону Париски регион, у департману Сена и Марна.
По подацима из 2011. године у општини је живело 3125 становника, а густина насељености је износила 106,47 становника/km².

## Демографија
| 1962. | 1968. | 1975. | 1982. | 1990. | 2011. |
| ----- | ----- | ----- | ----- | ----- | ----- |
| 2.527 | 2.644 | 3.020 | 2.929 | 3.314 | 3.125 |

## Партнерски градови
- Хиршхорн